# Hostkovice (Tršice)
Hostkovice je malá vesnice, část obce Tršice v okrese Olomouc. Nachází se asi 4 km na západ od Tršic. V roce 2009 zde bylo evidováno 37 adres. V roce 2001 zde trvale žilo 110 obyvatel.
Hostkovice je také název katastrálního území o rozloze 1,85 km2.

## Osobnosti
- Jan Zacpal (1844-1884), novinář a národní buditel na Opavsku.[6]
- Josef Rostislav Stejskal (1894-1946), římskokatolický reformistický kněz, teolog, pozdější biskup Církve československé husitské.